# Campionati canadesi di sci alpino 2017
I Campionati canadesi di sci alpino 2017 si sono svolti a Lake Louise dal 5 al 9 dicembre 2016 (gare di discesa libera), a Nakiska il 3 marzo 2017 (gare di supergigante) e a Mont-Tremblant dal 25 al 28 marzo 2017 (gare di slalom gigante e slalom speciale). Tutte le gare sono state sia maschili sia femminili.
Trattandosi di competizioni valide anche ai fini del punteggio FIS, vi hanno partecipato anche sciatori di altre federazioni, senza che questo consentisse loro di concorrere al titolo nazionale canadese. 

## Risultati

### Uomini

#### Discesa libera
| Pos. | Atleta             | Nazione     | Tempo   |
| ---- | ------------------ | ----------- | ------- |
| 1    | Broderick Thompson | Canada      | 1:15,17 |
| 2    | Tyler Werry        | Canada      | 1:15,54 |
| 3    | Nicholas Krause    | Stati Uniti | 1:15,66 |
| 4    | Kipling Weisel     | Stati Uniti | 1:16,37 |
| 5    | River Radamus      | Stati Uniti | 1:16,49 |
| 6    | Sam Morse          | Stati Uniti | 1:16,64 |
| 7    | Erik Arvidsson     | Stati Uniti | 1:16,69 |
| 8    | Alexander Köll     | Svezia      | 1:16,72 |
| 9    | Bronson Wright     | Stati Uniti | 1:16,73 |
| 10   | Felix Monsén       | Svezia      | 1:16,77 |
|      |                    |             |         |
| 14   | Jeffrey Read       | Canada      | 1:16,93 |

Data: 9 dicembre 2016

Località: Lake Louise

Ore: 11.00 (UTC-7)

Pista: 

Partenza: 2 447 m s.l.m.

Arrivo: 1 860 m s.l.m.

Dislivello: 587 m

Tracciatore: Martin Rufener

#### Supergigante
| Pos. | Atleta           | Nazione | Tempo   |
| ---- | ---------------- | ------- | ------- |
| 1    | Tyler Werry      | Canada  | 1:09,14 |
| 2    | Jake Gougeon     | Canada  | 1:09,96 |
| 3    | Brodie Seger     | Canada  | 1:10,08 |
| 4    | Morgan Megarry   | Canada  | 1:10,19 |
| 5    | Kyle Alexander   | Canada  | 1:10,85 |
| 6    | Henry Luel       | Canada  | 1:10,98 |
| 7    | Asher Jordan     | Canada  | 1:11,14 |
| 8    | Keegan Sharp     | Canada  | 1:11,34 |
| 9    | Collin Taylor    | Canada  | 1:12,08 |
| 10   | Michael Soetaert | Canada  | 1:12,35 |

Data: 3 marzo 2017

Località: Nakiska

Ore: 

Pista: 

Partenza: 2 265 m s.l.m.

Arrivo: 1 790 m s.l.m.

Dislivello: 475 m

Tracciatore: Mike Necesanek

#### Slalom gigante
| Pos. | Atleta               | Nazione     | Tempo   |
| ---- | -------------------- | ----------- | ------- |
| 1    | Trevor Philp         | Canada      | 2:07,19 |
| 2    | Dustin Cook          | Canada      | 2:07,36 |
| 3    | Phil Brown           | Canada      | 2:07,51 |
| 4    | Hig Roberts          | Stati Uniti | 2:07,76 |
| 5    | Erik Read            | Canada      | 2:08,26 |
| 6    | Tyler Werry          | Canada      | 2:08,72 |
| 7    | Keegan Sharp         | Canada      | 2:08,87 |
| 8    | William Jeffrey Read | Canada      | 2:08,91 |
| 9    | William St-Germain   | Canada      | 2:09,01 |
| 10   | Jake Gougeon         | Canada      | 2:09,07 |

Data: 25 marzo 2017

Località: Mont-Tremblant

1ª manche:

Ore: 

Pista: 

Partenza: 590 m s.l.m.

Arrivo: 278 m s.l.m.

Dislivello: 312 m

Tracciatore: Chris Powers

2ª manche:

Ore: 

Pista: 

Partenza: 590 m s.l.m.

Arrivo: 278 m s.l.m.

Dislivello: 312 m

Tracciatore: Julien Cousineau

#### Slalom speciale
| Pos. | Atleta             | Nazione     | Tempo   |
| ---- | ------------------ | ----------- | ------- |
| 1    | AJ Ginnis          | Stati Uniti | 2:05,52 |
| 2    | Michael Ankeny     | Stati Uniti | 2:06,16 |
| 3    | Phil Brown         | Canada      | 2:06,37 |
| 4    | William St-Germain | Canada      | 2:07,22 |
| 5    | Sam Mulligan       | Canada      | 2:08,32 |
| 6    | Nick Santaniello   | Stati Uniti | 2:08,62 |
| 7    | Jeffrey Read       | Canada      | 2:08,63 |
| 8    | Huston Philp       | Canada      | 2:08,71 |
| 9    | Max Røisland       | Norvegia    | 2:08,90 |
| 10   | Keegan Sharp       | Canada      | 2:09,33 |

Data: 27 marzo 2017

Località: Mont-Tremblant

1ª manche:

Ore: 

Pista: 

Partenza: 590 m s.l.m.

Arrivo: 390 m s.l.m.

Dislivello: 200 m

Tracciatore: Cam McKenzie

2ª manche:

Ore: 

Pista: 

Partenza: 590 m s.l.m.

Arrivo: 390 m s.l.m.

Dislivello: 200 m

Tracciatore: Brett Zagozewski

### Donne

#### Discesa libera
| Pos. | Atleta                | Nazione     | Tempo   |
| ---- | --------------------- | ----------- | ------- |
| 1    | Stefanie Fleckenstein | Canada      | 1:19,52 |
| 2    | Alice Merryweather    | Stati Uniti | 1:19,60 |
| 3    | Soleil Patterson      | Canada      | 1:20,81 |
| 4    | Jennie Symons         | Stati Uniti | 1:21,02 |
| 5    | Hannah West           | Stati Uniti | 1:21,30 |
| 6    | Georgia Burgess       | Canada      | 1:21,46 |
| 6    | Haley Cutler          | Stati Uniti | 1:21,46 |
| 8    | Rebecca Gunnarstedt   | Svezia      | 1:21,64 |
| 9    | Nadja Gunnarstedt     | Svezia      | 1:21,87 |
| 10   | Antonia Wearmouth     | Canada      | 1:22,46 |

Data: 9 dicembre 2016

Località: Lake Louise

Ore: 10.00 (UTC-7)

Pista: 

Partenza: 2 447 m s.l.m.

Arrivo: 1 860 m s.l.m.

Dislivello: 587 m

Tracciatore: Martin Rufener

#### Supergigante
| Pos. | Atleta              | Nazione       | Tempo   |
| ---- | ------------------- | ------------- | ------- |
| 1    | Rebecca Gunnarstedt | Svezia        | 1:11,94 |
| 2    | Nadja Gunnarstedt   | Svezia        | 1:12,01 |
| 3    | Georgia Burgess     | Canada        | 1:12,06 |
| 4    | Mikayla Martin      | Canada        | 1:12,52 |
| 5    | Kristina Natalenko  | Canada        | 1:13,37 |
| 6    | Soleil Patterson    | Canada        | 1:13,45 |
| 7    | Abby Harrison       | Canada        | 1:13,91 |
| 8    | Georgia Willinger   | Nuova Zelanda | 1:13,93 |
| 9    | Nicole Mah          | Canada        | 1:14,35 |
| 10   | Kayo Denda          | Giappone      | 1:14,36 |

Data: 3 marzo 2017

Località: Nakiska

Ore: 

Pista: 

Partenza: 2 265 m s.l.m.

Arrivo: 1 790 m s.l.m.

Dislivello: 475 m

Tracciatore: Mike Necesanek

#### Slalom gigante
| Pos. | Atleta                | Nazione | Tempo   |
| ---- | --------------------- | ------- | ------- |
| 1    | Valérie Grenier       | Canada  | 2:16,00 |
| 2    | Candace Crawford      | Canada  | 2:16,51 |
| 3    | Ali Nullmeyer         | Canada  | 2:17,86 |
| 4    | Stefanie Fleckenstein | Canada  | 2:18,11 |
| 5    | Erin Mielzynski       | Canada  | 2:18,42 |
| 6    | Amelia Smart          | Canada  | 2:18,90 |
| 7    | Stephanie Currie      | Canada  | 2:19,46 |
| 8    | Alexa Dlouhy          | Canada  | 2:20,28 |
| 9    | Emma Woodhouse        | Canada  | 2:20,39 |
| 10   | Marina Vilanova       | Canada  | 2:20,48 |

Data: 26 marzo 2017

Località: Mont-Tremblant

1ª manche:

Ore: 

Pista: 

Partenza: 590 m s.l.m.

Arrivo: 278 m s.l.m.

Dislivello: 312 m

Tracciatore: Francis Royal

2ª manche:

Ore: 

Pista: 

Partenza: 590 m s.l.m.

Arrivo: 278 m s.l.m.

Dislivello: 312 m

Tracciatore: Jill Fugino

#### Slalom speciale
| Pos. | Atleta                | Nazione | Tempo   |
| ---- | --------------------- | ------- | ------- |
| 1    | Erin Mielzynski       | Canada  | 2:07,39 |
| 2    | Marie-Michèle Gagnon  | Canada  | 2:08,12 |
| 3    | Laurence St-Germain   | Canada  | 2:08,80 |
| 4    | Amelia Smart          | Canada  | 2:09,54 |
| 5    | Mikaela Tommy         | Canada  | 2:09,63 |
| 6    | Stefanie Fleckenstein | Canada  | 2:10,86 |
| 7    | Heidi Roussin         | Canada  | 2:12,31 |
| 8    | Candace Crawford      | Canada  | 2:12,74 |
| 9    | Adrienne Poitras      | Canada  | 2:13,18 |
| 10   | Hannah Schmidt        | Canada  | 2:14,83 |

Data: 28 marzo 2017

Località: Mont-Tremblant

1ª manche:

Ore: 

Pista: 

Partenza: 590 m s.l.m.

Arrivo: 390 m s.l.m.

Dislivello: 200 m

Tracciatore: Mike Necesanek

2ª manche:

Ore: 

Pista: 

Partenza: 590 m s.l.m.

Arrivo: 390 m s.l.m.

Dislivello: 200 m

Tracciatore: Ryan Jazyk